# Opgeblazen fietsopstelstrook

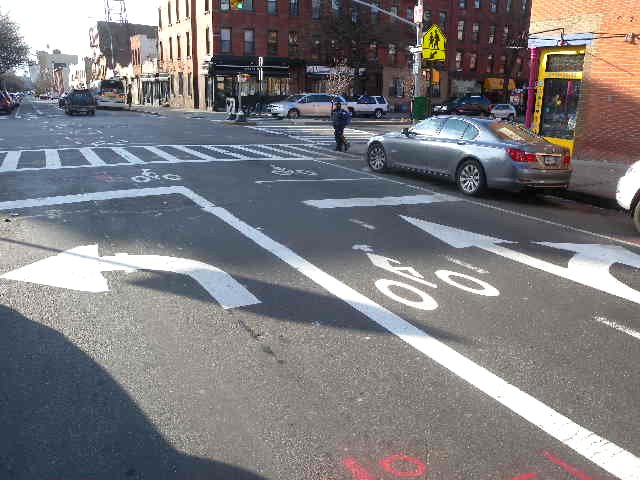
Fietsopstelvak in Brooklyn

Het Belgische verkeersbord F14.

Een opgeblazen fietsopstelstrook (OFOS), ook wel fietsopstelvak genoemd, is een wegmarkering aan kruispunten waar fietsers en soms ook andere weggebruikers eerder kunnen vertrekken als het verkeerslicht op groen springt. Deze markeringen komen veel voor in Nederland, België, het Verenigd Koninkrijk en Denemarken, en meer recent ook in Taiwan, Australië, Nieuw-Zeeland, Frankrijk, Canada en de Verenigde Staten.

## Kenmerken
Hoewel ze het meest gebruikt worden voor fietsers, kunnen ze ook voorzien worden voor bussen en motorfietsen. In België mogen alleen fietsers en bestuurders van tweewielige bromfietsen ze gebruiken. Er is een stoplijn voor de gewone weggebruikers, en een tweede stoplijn dichter bij het kruispunt voor de bevoorrechte weggebruikers. De zone tussen de twee lijnen is het fietsopstelvak, en wordt dikwijls voorzien van een fietssymbool.
Opstelvakken:
- maken de wachtende fietsers beter zichtbaar voor automobilisten, met name voor chauffeurs van grote vrachtwagens;
- verhogen de veiligheid van fietsers vooral waar fietsers linksaf slaan, of waar ze rechtdoor gaan en de auto's rechts afslaan;
- maken het gemakkelijker voor fietsers om linksaf te slaan; en
- verhinderen dat fietsers de uitlaatgassen inademen van de optrekkende auto's.

In sommige landen (het Verenigd Koninkrijk en Ierland) is er samen met het opstelvak een fietsstrook nodig waardoor fietsers langs de auto's heen bij het opstelvlak kunnen komen. Hierdoor kunnen fietsers het fietsvak bereiken terwijl er al auto's staan te wachten voor het verkeerslicht, of kunnen ze (waar toegestaan) rechts afslaan door rood licht, en zodoende minder hinder vormen voor de automobilisten. In Nederland is dit minder nodig omdat automobilisten er gewend zijn de linkerkant van de rijbaan aan te houden om rechts ruimte te laten voor fietsers. In andere landen houden automobilisten juist eerder de rechterkant aan, om links ruimte te laten voor motorfietsen.

## Veiligheidsaspecten

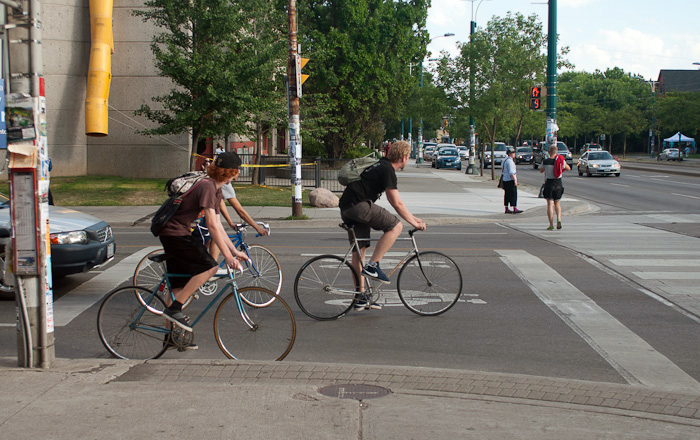
Fietsers in een opstelvak in Toronto

Volgens Deens onderzoek moet de eerste lijn van het opstelvak 5 meter voor het verkeerslicht liggen. De reden hiervoor is dat fietsers dan nog goed zichtbaar zijn voor zware vrachtwagens, die een dode hoek kunnen hebben tot 4 m ervoor. In België moet het vak minstens 4 meter lang zijn.
Volgens een onderzoek van de OESO bieden opstelvakken ook meer veiligheid voor de voetgangers door de grotere afstand met de wachtende auto's.

## Geschiedenis
Volgens de fietsersbond verschenen de eerste fietsopstelvakken in de jaren 70 in Leiden.